# Kapice (Połczyn-Zdrój)
Kapice (deutsch Kappe, Kreis Belgard-Schivelbein) ist ein Dorf in der polnischen Woiwodschaft Westpommern. Es gehört zur Landgemeinde Połczyn-Zdrój (Bad Polzin) im Kreis Świdwin (Schivelbein).

## Geografische Lage
Kapice liegt 17 Kilometer südöstlich von Świdwin und 14 Kilometer südwestlich von Połczyn-Zdrój.

## Ort
Seit seiner Gründung als Kolonie im Jahre 1843 war Kappe ein Teil der Gemeinde Ritzig (heute polnisch: Nowe Resko). Diese Anbindung ist bis heute geblieben. Der Ort gehörte bis 1945 zum Amts- und Standesamtsbezirk Brunow (Bronowo) im Amtsgerichtsbereich Schivelbein und lag bis 1932 im Kreis Schivelbein, nach dessen Auflösung dann im Landkreis Belgard (Persante).
Bis Kriegsende gehörte Kappe zur Kirchengemeinde Ritzig (Nowe Resko) im Kirchspiel Wusterwitz (Ostrowice) innerhalb des Kirchenkreises Dramburg (Drawsko Pomorskie) der Kirchenprovinz Pommern der evangelischen Kirche der Altpreußischen Union.
Im Dorf gab es vor 1945 einen Gasthof mit Kolonialwarenladen sowie eine von Wanda Schulz betriebene und die heute noch sehenswerte Holländermühle (hölzerne Windmühle mit Windbock) aus der zweiten Hälfte des 19. Jahrhunderts.
Die Schule in Kappe wurde zuletzt von Lehrer Max Baumgardt geleitet.
Heute ist Kapice Teil der Gmina Połczyn-Zdrój (Bad Polzin) im – wieder erstandenen – Kreis Schivelbein. Der Ort gehört nun zum Kirchspiel Koszalin (Köslin) in der Diözese Pommern-Großpolen der polnischen Evangelisch-Augsburgischen Kirche.